# Porto Rico nos Jogos Olímpicos de Verão de 1976
Porto Rico competiu nos Jogos Olímpicos de Verão de 1976, realizados em Montréal, Canadá.